# Leucopaxillus
Leucopaxillus is een geslacht van schimmels behorend tot de familie Tricholomataceae. De typesoort is Leucopaxillus paradoxus.

## Soorten
Volgens Index Fungorum telt het geslacht 37 soorten (peildatum 2022):
| Soortnaam                                        | Auteur(s)                                | Publicatiejaar |
| ------------------------------------------------ | ---------------------------------------- | -------------- |
| Leucopaxillus agrippinae                         | Buda, Consiglio, Setti & Vizzini         | 2012           |
| Leucopaxillus albissimus (Bleke dikhoed)         | (Peck) Singer                            | 1939           |
| Leucopaxillus alboalutaceus                      | (F.H. Møller & Jul. Schäff.) F.H. Møller | 1954           |
| Leucopaxillus baeospermus                        | Kühner                                   | 1954           |
| Leucopaxillus brasiliensis                       | (Rick) Singer & A.H. Sm.                 | 1943           |
| Leucopaxillus brunneiflavidus                    | Corner                                   | 1994           |
| Leucopaxillus cerealis                           | (Lasch) Singer                           | 1962           |
| Leucopaxillus compactus                          | (P. Karst.) Neuhoff                      | 1958           |
| Leucopaxillus cutefractus (Roomkleurige dikhoed) | Noordel.                                 | 1984           |
| Leucopaxillus garinii                            | Bidaud                                   | 1993           |
| Leucopaxillus gentianeus                         | (Quél.) Kotl.                            | 1966           |
| Leucopaxillus gracillimus                        | Singer & A.H. Sm.                        | 1943           |
| Leucopaxillus gratus                             | Corner                                   | 1994           |
| Leucopaxillus guernisacii                        | (P. Crouan & H. Crouan) Bon              | 1978           |
| Leucopaxillus laterarius                         | (Peck) Singer & A.H. Sm.                 | 1943           |
| Leucopaxillus lentus                             | (H. Post) Singer                         | 1943           |
| Leucopaxillus lilacinus                          | Bougher                                  | 1987           |
| Leucopaxillus malayanus                          | Corner                                   | 1994           |
| Leucopaxillus malenconii                         | Bon                                      | 1990           |
| Leucopaxillus masakanus                          | Pegler                                   | 1977           |
| Leucopaxillus monticola                          | (Singer & A.H. Sm.) Bon                  | 1990           |
| Leucopaxillus nauseosodulcis                     | (P. Karst.) Singer & A.H. Sm.            | 1943           |
| Leucopaxillus otagoensis                         | G. Stev.                                 | 1964           |
| Leucopaxillus paradoxus                          | (Costantin & L.M. Dufour) Boursier       | 1925           |
| Leucopaxillus patagonicus                        | Singer                                   | 1954           |
| Leucopaxillus peronatus                          | Corner                                   | 1994           |
| Leucopaxillus phaeopus                           | (J. Favre & Poluzzi) Bon                 | 1987           |
| Leucopaxillus piceinus                           | (Peck) Pomerl.                           | 1980           |
| Leucopaxillus pinicola                           | J. Favre                                 | 1960           |
| Leucopaxillus pseudoacerbus                      | (Costantin & L.M. Dufour) Boursier       | 1925           |
| Leucopaxillus pseudogambosus                     | Pilát                                    | 1966           |
| Leucopaxillus pulcherrimus                       | (Peck) Singer & A.H. Sm.                 | 1943           |
| Leucopaxillus rickii                             | Singer                                   | 1954           |
| Leucopaxillus stenosporus                        | A. Favre                                 | 2007           |
| Leucopaxillus subcerasus                         | Corner                                   | 1994           |
| Leucopaxillus tricolor                           | (Peck) Kühner                            | 1926           |
| Leucopaxillus vulpeculus                         | (Kalchbr.) Bon                           | 1978           |